# Pitcairnia decidua
Pitcairnia decidua är en gräsväxtart som beskrevs av Lyman Bradford Smith. Pitcairnia decidua ingår i släktet Pitcairnia och familjen Bromeliaceae. Inga underarter finns listade i Catalogue of Life.